# Deutsche-Bank-Hochhaus
Эта статья — о зданиях в Германии; о здании Банка Германии в Нью-Йорке, существовавшем с 1973 по 2011 год, см. ст. Deutsche Bank Building; о ныне существующем здании Банка Германии в Нью-Йорке см. ст. 60 Wall Street; о здании Банка Германии в Австралии см. ст. Deutsche Bank Place.
Deutsche-Bank-Hochhaus («Башни-близнецы Банка Германии») — два небоскрёба, являющиеся штаб-квартирой Банка Германии, находящиеся во Франкфурте-на-Майне, Германия. Занимают 80 место по высоте в Европе, 53 место в Евросоюзе, 11 место в Германии и 10 место во Франкфурте-на-Майне.

## Базовая информация
- Адрес: Taunusanlage 12, Франкфурт-на-Майне
- Высота: по 155 метров
- Строительство: 1978—1984 года
- Этажность: 38 и 40 этажей
- Площадь основания (двух зданий): 4660 м²
- Площадь помещений (в двух зданиях): 108 500 м²[1]
- Глубина фундамента: 13 м
- Материал: железобетон, тонированные стёкла фасада
- Архитекторы: Вальтер Ганиг, Гейнц Шейд, Гилберт Бекер и Йоханнес Шмидт[2]

## Описание

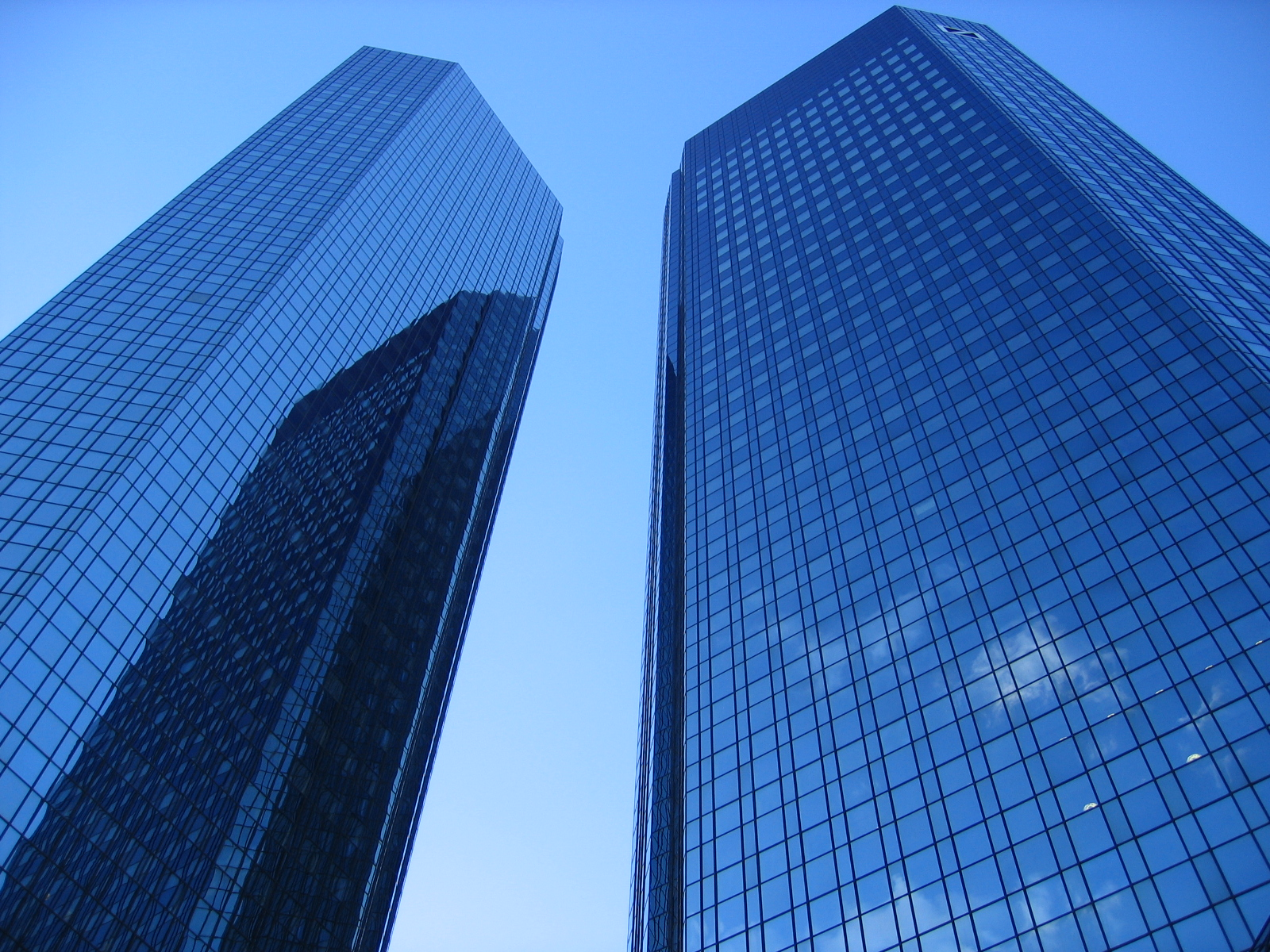
Фото 2005 года

Башни строились для американской гостиничной компании Hyatt Hotels Corporation, однако ещё до завершения строительства Hyatt изменила свои планы, и готовность купить здания для своих нужд выразил Банк Германии. Помимо собственно башен, у их основания расположено 4-этажное здание. Весь комплекс стоит на железобетонной плите, толщина которой в центре составляет 4 метра, а ближе к краям — 2,5 метра.
Из зданий можно попасть в метро на станцию англ. Frankfurt Taunusanlage station. Перед входом находится 5-метровая скульптура «Непрерывность» — крупнейший монолит в мире, когда-либо сделанный человеческими руками, авторства швейцарского скульптора Макса Билля. Местные жители прозвали башни «Дебет и Кредит».
В 2007—2011 году все внутренние системы здания были обновлены: пожаробезопасность, водопровод, электричество. Для переделки интерьеров помещений был приглашён известный испанский архитектор и дизайнер Марио Беллини. В результате работ башни-близнецы получили сертификат соответствия от американской экологической организации англ. U.S. Green Building Council. На период обновления в другие здания пришлось переехать 2500 работникам банка. Общая стоимость работ составила более 200 млн евро. Благодаря этой инновации, Deutsche-Bank-Hochhaus в 2012 году занял 15-е, а в 2013 году 7-е место в списке «Самых „зелёных“ банков» по версии Bloomberg News Ranking.
Внутри здания находятся около 2000 произведений 120 современных немецких художников.